# Comuna Oderadî, Luțk
Oderadî (în ucraineană Одеради) este o comună în raionul Luțk, regiunea Volînia, Ucraina, formată din satele Horodok, Oderadî (reședința) și Siomakî.

## Demografie
Componența lingvistică a satului Oderadî
     Ucraineană (99,38%)
     Alte limbi (0,62%)
Conform recensământului din 2001, majoritatea populației satului Oderadî era vorbitoare de ucraineană (99,38%), existând în minoritate și vorbitori de alte limbi.